# Douglas Costa
Nezaměňovat s jiným brazilským fotbalistou jménem Douglas da Costa Souza.
Douglas Costa de Souza (* 14. září 1990 Sapucaia do Sul), známý jako Douglas Costa, je brazilský profesionální fotbalista, který hraje na pozici křídelníka za americký klub Los Angeles Galaxy. Mezi lety 2014 a 2018 odehrál také 31 utkání v dresu brazilské reprezentace, ve kterých se třikrát střelecky prosadil.

## Klubová kariéra
Douglas Costa začal svou profesionální kariéru v brazilském klubu Grêmio. V lednu 2010 přestoupil za 6 milionů eur do ukrajinského celku FK Šachtar Doněck, kde podepsal pětiletý kontrakt. Se Šachtarem posbíral řadu domácích trofejí.
V červenci 2014 se odmítl společně s pěti dalšími legionáři Šachtaru vrátit ze soustředění ve Francii do Doněcku (příčinou byl zřejmě konflikt na východní Ukrajině). Strach o bezpečnost musel překonat a do klubu se vrátit, majitel Šachtaru Rinat Achmetov mu pohrozil vysokými finančními sankcemi.

21. 10. 2014 vstřelil v základní skupině H Ligy mistrů UEFA 2014/15 gól proti běloruskému klubu FK BATE, Šachtar vyhrál v Bělorusku vysoko 7:0.
V červenci 2015 podepsal smlouvu s německým klubem FC Bayern Mnichov. V červenci 2017 odešel na hostování do Juventusu Turín.
Po roce do Turína natrvalo přestoupil. Juventus za Costu zaplatil částku 40 milionů eur, ten v Turíně podepsal smlouvu do konce června 2022.
V ligovém zápasu proti Laziu 20. července 2020 odehrál Costa stý zápas za Juventus, ten nakonec skončil důležitou výhrou 2:1 na domácí půdě.
Závěrem července získal Costa s Juventusem další italský mistrovský titul. Tímto se mu podařilo dosáhnout ligového prvenství podesáté za 11 sezón napříč domácími ligami na Ukrajině, Německu a nakonec i Itálii. Jediná sezóna za 11 let bez mistrovské trofeje byla sezóna 2014/15, kdy jako hráč Šachtaru Doněck přihlížel titulu Dynama Kyjev.
Douglas Costa se vrátil do Bayernu Mnichov v říjnu 2020, ovšem na jednoroční hostování.

## Reprezentační kariéra
Costa se představil v dresu brazilské reprezentace do 20 let na Mistrovství světa hráčů do 20 let 2009 v Egyptě, kde Brazílie podlehla až ve finále Ghaně v penaltovém rozstřelu. Costa svůj penaltový pokus proměnil.